# Sphagnum ceylonicum
Sphagnum ceylonicum är en bladmossart som beskrevs av Mitten och Warnstorf 1890. Sphagnum ceylonicum ingår i släktet vitmossor, och familjen Sphagnaceae. Inga underarter finns listade i Catalogue of Life.